# 超人X大電影 我們的超人來了
《超人X大電影 我們的超人來了》（日语：劇場版 ウルトラマンX きたぞ! われらのウルトラマン），是一部2016年日本超人電影，由田口清隆執導，高橋健介、坂之上茜、細田善彦及松本享恭主演。是新超人力霸王列傳《超人X》劇場版，亦是超人系列誕生50週年紀念電影。
2016年3月12日於日本上映、2016年12月1日於香港上映。香港同時上映日語及粵語配音版本。

## 劇情
太陽風曝喚醒了潛藏於地球深海及地殼的Spark Dolls及怪獸，也吸引了大量外星人來襲地球。為對應這些危機，地球成立了名為「Xeno Invasion Outcutters（異種入侵防衛隊）」，簡稱「XiO」的組織。而15年之後，Xio的隊員，大空大地，則在姻緣際會下，成為了「超人X」，與這些怪獸和外星人戰鬥...
在遠古時期，傳說地獄是被封印在芭羅慈村的遺址上。一位貪婪的電視製作人－黒崎卡諾斯挑戰傳說打開封印，結果喚醒了閻魔獸－西爾哥古，並將這世界變成地獄。在閻魔獸的恐怖力量下，超人Ｘ的光消失了，這個世界將因此而結束嗎？
Xio在考古學家玉城司教授幫助下，決心找出一股神秘的力量。這股神秘力量正是封印閻魔獸的關鍵。在絕望之時，悠斗對母親強烈的感情創造出奇蹟：超人及超人迪加出現了！其他超人亦一起加入Xio對抗閻魔獸和牠的怪獸大軍！

## 本作登場的超人力霸王及怪獸
超人力霸王X
 / Ultraman X
本作登場的主角，其身份類似於宇宙巡邏員，維護行星的秩序。
在15年前追擊吞噬三顆行星的生物能量並將其毀滅的虛空怪獸格利扎，在宇宙與其激戰後將其扔進太陽，使得太陽引發超級閃焰現象導致地球上的火花人偶實體化，引發了世界性的災難。大地的父母也遭受波及伴隨著七彩的光芒消失在異次元中。
超人力霸王迪卡
 / Ultraman Tiga
在這個世界，超人力霸王迪卡是傳說中的光之巨人（異次元同位體），在太古時期與超人力霸王一起封印閻魔獸賽格古。
到了現代，因為人類對古代芭羅慈遺蹟的破壞而導致賽格古甦醒了過來。在X與人類對賽格古的戰鬥陷入緊張狀態由玉城悠斗變身而成，
以迪卡的本體意識戰鬥。幫助X擊敗了火焰哥爾贊以及安東拉，並把他們自身的力量賦予艾克斯，最終成功地消滅賽格古後消失。
超人力霸王
 / Ultraman 
在這個世界，超人力霸王是傳說中的光之巨人（異次元同位體），在太古時期與迪卡一起封印閻魔獸賽格古。
到了現代，因為人類對古代芭羅慈遺蹟的破壞而導致賽格古甦醒了過來。在X與人類對賽格古的戰鬥陷入緊張狀態之時現身。
幫助X擊敗了火焰哥爾贊以及安東拉，並把他們自身的力量賦予艾克斯，最終成功地消滅賽格古後消失。
 超人力霸王納克斯
 / Ultraman Nexus
通過和適能者們的接觸，賜予他們變身為超人力霸王的能力來和異生獸戰鬥的神秘巨人
在電影版中則受到跨越宇宙的召喚，再次穿越到X所在的地球，並趕往埃及開羅消滅了閻魔分身獸·暗劍迪瑪迦。在X等人消滅了賽格古後則離開地球回到了M78星雲光之國。
 超人力霸王馬克斯
 / Ultraman Max
來自M78星雲的紅色光之巨人，肩負著星球文明監視員的戰士身份。
在電影版中則受到跨越宇宙的召喚，再次穿越到X所在的地球，並趕往瑞士洛桑消滅了閻魔分身獸·暗劍迪瑪迦。在X等人消滅了賽格古後則離開地球回到了M78星雲光之國。
 超人力霸王傑洛 
 / Ultraman Zero（宮野真守 聲演）
超人七號的兒子，光之國新一代的年輕戰士，
在電影版中則受到跨越宇宙的召喚，再次穿越到X所在的地球，並趕往中國上海消滅了閻魔分身獸·暗劍迪瑪迦。在X等人消滅了賽格古後則離開地球回到了M78星雲光之國。
 超人力霸王銀河 
 / Ultraman Ginga（根岸拓哉聲演）
禮堂光使用銀河火花實體化的未來超人力霸王，當充滿勇氣的心與銀河相呼應時，禮堂光即與銀河一體化，現出巨大化的身姿。
在電影版中則受到跨越宇宙的召喚，再次穿越到X所在的地球，並趕往美國達拉斯消滅了閻魔分身獸·暗劍迪瑪迦。在X等人消滅了賽格古後則離開地球回到了M78星雲光之國。
 超人力霸王勝利
 / Ultraman Victory
太古時代從宇宙而來的光之巨人，作為保護神守護了地球的地底世界，由地底之民的青年翔實體化的超人力霸王。
在電影版中則受到跨越宇宙的召喚，再次穿越到X所在的地球，並趕往阿根廷布宜諾斯艾利斯消滅了閻魔分身獸·暗劍迪瑪迦。在X等人消滅了賽格古後則離開地球回到了M78星雲光之國。

## 角色

### 電影原創角色
- 玉城司 （たまき ツカサ）

飾演：吉本多香美
配音：TK（中国大陆）
電影版登場角色。來自東都大學的考古學者。擅長解讀石碑上的古代文字，在個性則有著天然呆的一面，相當疼愛兒子悠斗。在芭羅慈遺跡調查時意外發現超古代戰士「迪卡」的遺跡，但發現執意要帶走遺跡青石的黑崎而彼此發生了爭執，最終未能阻止黑崎，而導致原先被封印的賽格古復活。
在告知X.I.O隊員們青石需要回歸原位的情況下。與明日奈等人來到黑崎所在的大樓，在奪回青石之餘受到賽格古的襲擊而陷入危機之中，並被落下的鋼架壓住，但在悠斗的「光」之力之下成功被救出，並目睹悠斗變身成迪卡的瞬間。
演員吉本多香美曾在《超人力霸王迪卡》中飾演柳瀨麗奈，在電影版早期企劃曾有著變成能迪卡的設定。
- 玉城悠斗 （たまき ユウト）

飾演：高木星來
配音：沈念如（中国大陆）
電影版登場角色。玉城司的兒子及考古助手。11歲。
受到母親研究的影響而喜歡收集奇怪的東西，在收藏物中則有著疑似為神光棒的古物。在X.I.O實驗室中看見了黑崎的直播，堅決要去找母親。
最終因自身的「光」之力復甦之下，在大樓舉起了鋼架救出了母親，並啟動隨身攜帶的神光棒變身成超人力霸王迪卡。
最終與其他超人力霸王戰士聯手打敗賽格古後，與迪卡的光之力分離回復成人類的型態。
- 黑崎卡洛斯  （カルロス くろさき）

飾演：麥克・富岡
配音：林强（中国大陆）
電影版登場角色，是一位知名的富翁皆冒險家，擁有以自己為名的電視節目。擅自爆破了芭羅慈遺蹟的入口後並進入遺跡，並執意將遺跡中的青石帶走以作為節目的亮點，因而導致原先被封印的賽格古復活。後因受到賽格古的襲擊而陷入大樓倒塌危機之中，並目睹悠斗變身成迪卡的瞬間。
在電影版的早期企劃曾有著變成邪惡迪卡的設定，但由於劇組認為與《超人力霸王迪卡》第44話的故事大過相似而遭到否決。
- 桐原冴子 （きりはら さえこ）

飾演：中山由香
配音：小连杀（中国大陆）
電影版登場角色，黑崎卡諾斯的忠實秘書。具有相當強悍的格鬥能力，後因受到賽格古的襲擊而陷入大樓倒塌的危機之中，並目睹悠斗變身成迪卡的瞬間。

#### 登場演員
X.I.O
- 大空大地 - 高橋健介（日语：高橋健介_(俳優)）
- 山瀬明日奈 - 坂之上茜（日语：坂ノ上茜）
- 風間渡 - 細田善彦（日语：細田善彦）
- 貴島隼人 - 松本享恭
- 三日月守 - 原田隼人（日语：原田隼人）
- 高田淚 - 百川晴香（日语：百川晴香）
- 山岸健- TAKERU（日语：TAKERU (歌手)）
- 松戸千明- 瀨下千晶（日语：Voyager (音楽ユニット)#メンバー）
- 橘小百合 -月船贊良（日语：月船さらら）
- 神木正太郎 - 神尾佑（日语：神尾佑）

重要角色
- 玉城司 - 吉本多香美
- 黑崎卡洛斯 - 麥克・富岡（日语：マイケル富岡）
- 玉城悠斗- 高木星来
- 桐原冴子 - 中山由香（日语：中山由香）

大空家
- 大空鷹志 - 柳憂憐（回憶演出）
- 大空遙 - 越智靜香（回憶演出）
- 大空大地（童年） - 一瀬禮旺（回憶演出）

其他角色
- 「黑崎卡洛斯的世界之謎」主持人 - 西島圓（日语：西島まどか）
- 黒崎的觀眾 - 古賀茜、小林麗美、芝彰子、小出奈央
- 番組助理 - 寺田浩子
- 攝影監督 - 栃原智
- 攝影師 - 赤山健太
- 照明師 - 藤澤太郎
- 録音師 - 國重光司
- 「動物溫暖頻道」的狗狗 - むーちゃん醬

#### 聲演
- 超人力霸王X - 中村悠一
- 梵頓星人古魯曼博士 / 旁白 - 松本保典
- X終端語音 - 山村響
- 超人力霸王銀河 - 根岸拓哉
- 超人力霸王傑洛 - 宮野真守
- 超人力霸王迪卡 - 真地勇志

#### 皮套演員
- 超人力霸王X -岩田栄慶
- 賽格古 -桑原義樹
- 超人力霸王迪卡 - 岡部暁
- 超人力霸王 - 石川真之介
- 超古代怪獸哥爾贊 - 新井宏幸
- 閻魔分身獸格古安東拉- 梶川賢司
- 梵頓星人古魯曼博士 - 福島弘之
- 大村將弘、白濱孝次
- 寺井大介、橫尾和則
- 矢﨑大貴、福田憲文
- 丸田聡美、安達仁美
- 稲庭渉、楠村隆太
- 永地悠斗、相馬絢也
- 白濱孝次、北島一壽

## 製作團隊
- 導演 - 田口清隆
- 脚本 - 中野貴雄、小林雄次、小林弘利
- 監修 - 大岡新一
- 企画 - 猪狩友宏、片野良太（バンダイ）、仲吉治人（バンダイビジュアル）、飯塚寿雄（松竹）
- 制作統括 - 岡崎聖
- 執行制作人 - 北浦嗣巳
- 製作人 - 菊池英次
- 企画協力 - 渋谷浩康、仲井智徳、有澤亮哉、奥永祥正
- 撮影監督 - 髙橋創
- 照明 - 武山弘道
- 美術 - 木場太郎
- 録音 - 星一郎、藤丸和徳
- 編輯 - 矢船陽介
- 場記- 山内薫
- 操演 - 根岸泉
- 助導演 - 武居正能
- 特攝助導演 - 越知靖
- 武術指導 - 岡野弘之
- 視覺效果 - 三輪智章
- VFX協調員 - 豊直康
- 特殊造形 - 澗淵隆文、品田冬樹
- 拋桿 - 空閑由美子、島田和正
- 服裝 - 江森明日佳、澤井史野
- 服裝製作 - 宮崎真子
- 髮型 - 梶清恵、きくち好美（吉本多香美担当）
- 裝飾 - 大藤邦康
- 道具 - 熊切佑美
- 背景 - 島倉二千六
- 造形 - 山部拓也、小林靖博、山長和徳、亀田義郎
- 角色皮套維護 - 福井康之、宮川秀男
- 音響効果 - 古谷友二
- 角色設計 - 後藤正行
- 標題設計 - 竹内純
- 劇本字幕設計- - 井野元大輔
- 分鏡- なかの★陽、西川伸司、市川智茂、林谷和樹
- 音楽 作・編曲 - 小西貴雄
- 音楽制作 - 鈴木俊太郎（rooM78）
- 劇照 - 橋本賢司
- 製作 - 島崎淳、太谷公亮
- 助理製片人 - 鶴田幸伸、村山和之、手島光一
- 映像協力 - クーン・フィリップ、クーン・ガブリエラ、クーン・ロレーン、マルティ・クリストフ、中野研一、加部勇一郎、西川伸司
- VFX・CG - 日本映像クリエイティブ、アンダーグラフ、キュー・テック、林デジタル工務店、有限会社イコナ、株式会社 幻影、TSUBAKI、MAGNUS-AGRI
- 車輌協力 - 日産自動車
- 汽車特技 - 高橋レーシング
- 微型模型 - マーブリング・ファインアーツ
- 特機 - 宗特機
- 筆記型電腦協力 - 日本マイクロソフト
- 技術協力 - IMAGICA
- 美術協力 - アートフォー
- 宣伝協力 - 圓谷製作・ライブエンターテインメントグループ代理店各社（エンターゲート、イフ、手取観光、株式会社無限、株式会社キャップス、オフィスプレーン、森次エンターテインメント、ReVe、有限会社CAPS、アクトレイ、シーズ・ライブ、シーズ琉球ライブ）
- 特攝工作室- 日活調布撮影所
- 場景協力 - 秦野フィルムコミッション、はだのクリーンセンター、富士急グループ プレジャーフォレスト、明星大学、所沢市民文化センター ミューズ、木更津市
- ウルトラマン基金 特別協力 - 村瀬耕平（
- 製作 - 「劇場版 ウルトラマンX」製作委員会（圓谷製作・萬代影視・松竹）
- 配給 - 松竹

## 主題曲
「Unite 〜君とつながるために〜」
作詞 - TAKERU、瀬下千晶 / 作曲・編曲 - 小西貴雄 / 歌 - ボイジャー feat.Project DMM
插入歌
「ウルトラマンX」
作詞 - おちまさと / 作曲・編曲 - 小西貴雄 / 歌 - ボイジャー feat.Project DMM

## 外部連結
- 《超人X》官方網站 （页面存档备份，存于）
- 《超人X 大電影 - 我們的超人來了》香港官方網站